# Faby Apache
Fabiola Balbuena Torres, mer känd under sitt artistnamn Faby Apache, född 26 december 1980 i Mexico City, är en mexikansk luchadora (fribrottare). Hon inledde sin karriär i kvinnoförbundet ARSION i Japan och brottas sedan 1999 i Lucha Libre AAA Worldwide. Hon har hållit flera titelbälten i förbundet genom åren samt besegrat sin syster, Mari Apache, La Hechicera och May Flowers i så kallade Luchas de Apuestas (insatsmatcher). 